# Шьопингсвик
Шьопингсвик (на шведски: Köpingsvik, правопис по правилата за транскрипции до 1995 г. Чьопингсвик) е селище в централната западна част на шведския остров Йоланд, разположено в община Борихолм, лен Калмар. Намира се на 4 km източно от град Борихолм и представлява туристически център с модерен къмпинг. Населението на Шьопингсвик е 599 души (към 31 декември 2010).

## История
По време на каменната епоха на мястото на Шьопингсвик е имало селище. В археологическите разкопки на това селище са намерени следи от ловци на тюлени, които се считат за едни от най-ранните доказателства за подобен род дейност, датирани от преди 4500 години. Това показва, че ловът е бил и първият поминък на селището. Сред находките са кости, рогове и зъби от животни, каменни оръдия на труда и парчета от керамика. В разкопан гроб около Шьопингсвик са намерени три скелета, заедно с каменна брадва, нож, две длета, два харпуна и върхове на стрели от кост.
По-късните археологически находки показват, че Шьопингсвик е бил търговски център и оживено място през бронзовата епоха. Известни са няколко гроба около селището, датирани от бронзовата епоха.
Друг исторически паметник е блатото Хедемосе (на шведски: Skedemosse), използвано за място на религиозни ритуали по време на желязната епоха. В блатото са намерени няколко оръжия, хвърлени като дар за боговете. Отделно в Хедемосе са намерени около 1,3 kg съкровища, отново ритуално положени. Счита се, че търговията се развива благодарение на пристанището, като селището процъвтява от 8 век, до пиковия си момент между 10 век и 13 век.
В Шьопингсвик е открит и рунически камък, датиран от 11 век, въху който сред останалия текст се чете „Господ да се смили над душата му“, което доказва, че християнството е достигнало тези земи през ранния 11 век.
Шведският природоизпитател Карл Линей посещава и споменава Шьопингсвик в своите пътеписи от 1741 година.

## Динамика на населението
Населението на Шьопингсвик през последните няколко десетилетия е относително постоянно.